# 伊東塚
伊東塚（いとうづか）は、戦国時代の日向国の大名伊東氏配下の武将の塚。伊東氏により建立された。宮崎県小林市に所在する。1934年（昭和9年）4月17日、宮崎県指定史跡に指定。

## 概略
元亀3年（1572年）、伊東義祐と薩摩国を本拠とする島津義弘とのあいだの木崎原の戦いにおいて戦死した伊東加賀守、伊東又次郎、伊東新次郎、米良筑後守をはじめとする諸将の墓である。この合戦を境に日向における伊東氏の勢力は徐々に衰退し、南九州地方には島津氏の勢力が拡大することとなる。
元は小林市真方の因幡塚にあった昌寿寺に作られた墓であるが、明治の廃仏毀釈により寺がなくなり墓碑のみが残った。とはいえ元々は、伊東家の士分クラス200余人分の供養塔が建てられていたが、現在は伊東加賀守、伊東又次郎、伊東新次郎、稲津又三郎、上別府宮内少輔、米良筑後守、米良喜右介、米良式部少輔、野村四郎佐衛門の9基を残すのみとなっている。
すべて供養塔であるため、その下に遺体は存在しない。彼らの首級は木崎原古戦場跡（宮崎県えびの市）の傍にある首塚にまとめて葬られている。唯一、米良筑後守のみ須木城下の米良家菩提寺である一麟寺（現在は廃寺）に、首級が返されそこへ弔われている。
慶安3年（1650年）、島津氏家臣・五代勝左衛門の子孫により、これらの霊を慰めるために五輪塔が建立されている。
文化14年（1817年）、小林地頭市田長門守源義宣は石碑を建て「後の今を視る、今の昔を視るにひとし云々」の碑文を彫った。
供養塔の区画の周囲は普通の一般人の墓が並び、一見すると供養塔があるようには見えない。

## 所在地
- 宮崎県小林市真方160-2（宮崎県立小林高等学校裏手の高台に所在する。）